# Məryəm Bayraməlibəyova
Maryam Bayramalibeyova, azer. Məryəm Bayraməlibəyova (ur. 1898 w Lenkoranie, zm. 1987 w Baku) – azerska nauczycielka i działaczka społeczna.

## Życiorys
Była jednym z dziewięciorga dzieci azerskiego historyka i dziennikarza Teymura Bayraməlibəyova i jego żony Shirin (z domu Talyshinskaya), wykształconej w Rosji Tałyszki, która przetłumaczyła wiele dzieł rosyjskich pisarzy na język azerski i zasłynęła z promowania zachodniej kultury w Lenkoranie i okolicy. Məryəm nauczyła się od ojca języka rosyjskiego, arabskiego i perskiego.
W 1906 Məryəm została przyjęta do otwartej w 5 lat wcześniej muzułmańskiej szkoły z internatem dla dziewcząt w Baku, powstałej z inicjatywy rosyjskiej cesarzowej Aleksandry. Jedną z jej nauczycielek była Səkinə Axundzadə. W 1913 zaczęła naukę w szkole średniej z internatem im. św. Nino w Baku i ukończyła ją w 1917 jako jedna z 15 pierwszych absolwentek. Zaczęła pracę jako nauczycielka języka azerskiego w gimnazjum dla dziewcząt w Baku. Została przyjęta na studia medyczne na Moskiewskim Uniwersytecie Państwowym.
Po rewolucji październikowej, czując zagrożenie życia z powodu przynależności do klasy średniej, wróciła do Lenkoranu. W 1917 z pomocą ojca założyła pierwszą żeńską świecką szkołę (nazwaną Uns) w Lenkoranie i została jej pierwszą dyrektorką. Osobiście zachęcała rodziny do wysyłania córek do szkoły. Zajęcia prowadzone były w języku rosyjskim. Məryəm zorganizowała w szkole teatr, chór, klub muzyczny. Jej uczennice (w tym Münəvvər Kələntərli, Cahan Talışinskaya i Həqiqət Rzayeva) zostały później wybitnymi azerskimi aktorkami, piosenkarkami i solistkami mugam. W latach 1920–1921 Məryəm organizawała w Lenkoranie kursy dla analfabetek. Pracowała jako wizytatoka szkolna.
W 1919 Məryəm w Lenkoranie pierwsze Kobiece Towarzystwo Dobroczynności. Zapewniało uczennicom pomoce naukowe.
W okresie niestabilności politycznej wysłała list do Generalnego Gubernatora ujezdu lenkoranskiego Cavada Məlika-Yeqanova, prosząc go o ochronę szkoły przed żołnierzami popierającymi Antona Denikina. Məryəm i Cavad poznali się podczas jego wizyty w szkole prowadzonej przez kobietę. W 1920 pobrali się i rok później przeprowadzili do Baku. Mieli trzy córki: Azerę, Taliję i Asiman.
W latach 1921–1923 Məryəm pracowała w Szkole Związku Zawodowego w Baku. W 1922 została aresztowana. By zostać zwolnioną, musiała zobowiązać się, że nie opuści miasta. Kontynuowała prace pedagogiczną. W latach 1921–1924 była sekretarką związku zawodowego nauczycieli w różnych szkołach w Baku. Później została dyrektorką szkoły średniej nr 89 w Baku. W 1925 wybrano ją do reprezentowania Azerbejdżanu na I Kongresu Nauczycieli ZSRR. W latach 1923–1933 pracowała jako nauczycielka języka rosyjskiego w Technikum Przemysłowym im. Nərimana Nərimanova w Baku, zaś w latach 1934–1937 na tym samym stanowisku w Państwowym Instytucie Medycznym Azerbejdżanu.
Podczas studiów prawniczych na Uniwersytecie Państwowym w Baku, które rozpoczęła w 1927, tłumaczyła na język rosyjski utwory poetów azerbejdżańskich. Studia ukończyła z wyróżnieniem w 1931. Publikowała też w czasopismach. 
W 1933 jej mąż został aresztowany pod zarzutem powiązania z Partią Musawat (rządzącą w Demokratycznej Republice Azerbejdżanu w latach 1918–1920). W 1918 był bowiem jednym z sygnatariuszy deklaracji o powstaniu Demokratycznej Republiki Azerbejdżanu. Został zesłany do obozu w Komi. Rodzina nigdy już go nie zobaczyła. Zmarł w 1942.
W 1927 Məryəm została aresztowana pod tym samym zarzutem co mąż, choć nigdy nie należała do partii. Córkami zaopiekowała się jej matka, a Məryəm została zesłana do obozu poprawczego w Archangielsku. Początkowo wykonywała ciężką pracę fizyczną, ale dzięki wykształceniu awansowała na stanowisko księgowej. Na początku lat 40. XX w. zaczęła tracić wzrok, co było wynikiem uszkodzenia siatkówki oka. Pod pretekstem udzielenia jej pomocy medycznej została przewieziona do więzienia Butyrki w Moskwie. Pomocy jej nie udzielono. Wkrótce została odesłana do Archangielska, a później do Karagandzie w Kazachstanie. W 1948 wróciła do Azerbejdżanu, ale z powodu wręcz całkowitej utraty wzroku nie była w stanie kontynuować pracy społecznej. Nie mogła też zamieszkać z dziećmi w Baku.
W 1956 została zrehabilitowana. W 1964 otrzymała od rządu emeryturę.

## Upamiętnienie
W 2000 na ścianie budynku w Baku, w którym mieszkała z rodziną, umieszczono tablicę pamiątkową.